# Inżynieria społeczna (politologia)
Inżynieria społeczna, inżynieria socjalna, socjotechnika (ang. social engineering) – w politologii, socjologii i marketingu: zespół technik służących osiągnięciu określonych celów poprzez manipulację społeczeństwem. Innymi słowy jest to celowe przekształcanie społeczeństwa.
Stanowi jedną z najważniejszych form oddziaływania aparatu państwowego, partii politycznych i elity władzy na tych:
- których się już kontroluje;
- których się pragnie kontrolować;
- którzy przeszkadzają w sprawowaniu pożądanej kontroli[1].

Socjotechnika może być stosowana dla dobra społeczeństwa, jednak zarówno reżimy totalitarne jak i liberalne demokracje, wykorzystują socjotechnikę do utrzymania władzy.  Manipulacja prowadzi często do rozniecania negatywnych uczuć jak strach, agresja i nienawiść.

## Rozumienie socjotechniki
Socjotechnika może być rozumiana jako:
- Działanie indywidualne lub grupowe zmierzające do uzyskania pożądanego zachowania jednostek i grup społecznych.
- Zespół dyrektyw dotyczących dokonywania racjonalnych przemian życia społecznego. Dyrektywy te, zwane dyrektywami socjotechnicznymi określają, jak przy pomocy odpowiednich środków dokonywać celowych przemian społecznych, opierając się przy tym na ocenach i wartościach społecznych.
- Refleksja teoretyczna nad celowymi działaniami społecznymi, przyjmująca ich skuteczność za jedno z głównych kryteriów analizy.
- Sztuka lub umiejętność skutecznego oddziaływania na innych.

## Kulturowe rozumienie socjotechniki
Socjotechnika może być rozumiana jako autonomiczna dziedzina kultury, kształtująca tę kulturę jako forma inwencji i aktywności cywilizacyjnej. Występuje we wszystkich typach cywilizacji w roli czynnika stymulującego i organizującego układy i procesy kulturowe. „Historia dostarcza badaczom socjotechniki rozlicznych dowodów świadczących, że opisywanie i wyjaśnianie tej dziedziny zjawisk wymaga interpretacji kulturowej” – ocenia Janusz Goćkowski.
Jest metodą budowania i przekazywania reguł i sposobów oddziaływania na grupy i jednostki.
Zajmuje się zarówno instytucjami, jak i konkretnymi jednostkami; ważne są zarówno aspekt zbiorowej realizacji, jak i indywidualnej twórczości – wzajemnie od siebie zależne. „...wszelka indywidualna inspiracja tylko wtedy może stać się rzeczywistością kulturową, jeśli może ukształtować opinię publiczną grupy, znaleźć materialny środki wyrazu i wcielić się w tę instytucję” – twierdzi Bronisław Malinowski.
Badania struktur i funkcji instytucji zajmujących się socjotechniką oddziaływania na grupy i jednostki pozwalają na wyróżnienie pojęcia kultury socjotechnicznej.
Kulturę socjotechniczną można wyjaśniać jako:
- instytucje, których funkcją zamierzoną i rzeczywistą jest realizowanie i realizowanie programów prakseologicznego oddziaływania na grupy i jednostki jako zjawiska socjologiczne;
- dyspozycje stanowiące umiejętności i nawyki w zakresie projektowania i realizowania owych programów;
- poglądy na temat wartości i celów oraz konwencji, procedur, technologii, metod i dyrektyw, a także operacji używanych w projektowaniu i realizowaniu takich programów;
- informacje, znaków, symboli i kodów, które kształtują procesy uczenia się socjotechników oraz uczenia się adresatów operacji socjotechnicznych;
- poziom inteligencji i sprawności psychologicznej oraz wyposażenia technicznego w zakresie projektowania i realizowania owych programów;
- charakter selekcjonowania i preferowania wartości oraz decydowania o celach wytyczających zadania dla działań projektujących i realizujących owe programy[5].

Dla badań nad kulturą socjotechniczną istotne znaczenie mają:
- miejsce w czasie, decydujące o konkretnym charakterze kultury socjotechnicznej;
- struktura społeczno-ekonomiczna, decydująca o charakterze walki i współpracy klas i warstw;
- kultura polityczna, a przede wszystkim ustrój polityczny i system partyjny, decydująca o charakterze działań na rzecz zdobycia, utrzymania czy rozszerzenia władzy;
- moralność i etykieta, decydujące o charakterze teoretycznych i praktycznych sporów o racje związane z wartościami, celami, normami, ocenami; a przy tym określające możliwość i dopuszczalność zadań i operacji socjotechnicznych;
- wiedza i technika, decydujące o umiejętnościach programowania, sterowania, organizowania i realizowania operacji socjotechnicznych;
- pierwiastek narodowy i religijny nadający kulturze socjotechnicznej „swoiste piękno duchowej ekspresji, wyrosłej na podłożu historycznie ukształtowanych mitów i rytów kulturowych”[6].

Kultury socjotechniczne podzielić można konserwujące, reformujące i rewolucjonizujące społeczeństwo – a więc takie, których celem jest stabilizacja lub modyfikacja, a nawet metamorfoza porządku cywilizacyjnego, na który oddziałują instytucje danej kultury.

## Cechy socjotechniki
Według Jacka Kurczewskiego socjotechnika może być rozumiana jako:
- wiedza o tym, jak osiągać pożądane stany rzeczy; byłaby wtedy bardzo bliska socjologii;
- umiejętność dokonywania zaplanowanych zmian rzeczywistości społecznej i indywidualnej rozumianej jako skuteczność podejmowanych działań;
- wiedza o ogólnych metodach przekształcania rzeczywistości społeczno-indywidualnej; byłaby bliska prakseologii ogólnej.

Można wyróżnić, zdaniem Adama Podgóreckiego, trzy spojrzenia na socjotechnikę:
- klasyczna koncepcja socjotechniki polega na zestawieniu i dobieraniu rozmaitych prawidłowości ogólnych z zakresu socjologii i nauk pokrewnych po to, by przekładać je na język odpowiednich dyrektyw praktycznych.
- kliniczna koncepcja socjotechniki zainteresowana także w tym, by owe dyrektywy zostały zaakceptowane i zrealizowane; działa we współpracy z tymi do których te dyrektywy są skierowane.
- eksperymentalno-interwencyjna koncepcja socjotechniki uważa za swoje zadanie interwencję w stosunku do grup społecznych, instytucji, organizacji by wskazać potrzebę działania socjologicznego, z wyliczeniem korzyści i strat[8].

Podstawę socjotechniki stanowią elementarne dyrektywy, zarówno te mniej pewne (zaczerpnięte z wiedzy potocznej i literatury), jak i te bardziej pewne (opierające się na twierdzeniach poszczególnych nauk społecznych).
„Teoria socjotechniczna to zbiór skutecznych wypowiedzi celowościowych uporządkowanych ze względu na wymogi praktycznej działalności społecznej”, jak stwierdza Jacek Kurczewski.

## Oddziaływanie socjotechniczne
Celem zabiegów socjotechnicznych może być uzyskanie pożądanego stanu rzeczy odnoszącego się do:
- poszczególnej jednostki (psychotechnika);
- do grupy społecznej – zbioru jednostek powiązanych szeregiem więzi międzyosobniczych (działanie na mikrostruktury);
- do agregatu społecznego – zbioru jednostek nie posiadających wspólnych więzi subiektywnych (działanie na makrostruktury).

Oddziaływanie na jednostkę może być dokonywane czterema drogami:
- bezpośrednie;
- za pomocą jej fizycznego otoczenia;
- za pomocą kontrolowania stanu agregatu ludzkiego, w skład którego wchodzi;
- za pomocą kontrolowania stanu grupy społecznej, do której należy.

Głównym celem decydenta, któremu socjotechnik ma służyć radą, jest wywoływanie określonych zachowań ludzkich, a „rola socjotechnika polega między innymi właśnie na tym, by pomóc decydentowi w zdaniu sobie sprawy, wobec jakiego stoi wyboru”, jak pisze Klemens Szaniawski. Socjotechnik dostarcza niezbędnych informacji, decydent na ich podstawie podejmuje określone działania.
Socjotechnik wobec osoby, która nie akceptuje celu oddziaływania, nie wykazuje gotowości do jego osiągnięcia lub nie ma odpowiedniej motywacji podejmuje środki nagradzające, karzące i neutralnie emocjonalnie. Idąc za tym wyróżnia się socjotechnikę nagradzania, socjotechnikę karania i oddziaływania neutralne emocjonalnie. Socjotechnika nagradzania i socjotechnika karania mają właściwości opisywane w psychologii pod nazwą teorii uczenia.
Innym sposobem podziału sytuacji, w których zachodzą kształtowania, jest odróżnienie sytuacji dokonywującej się za pośrednictwem świadomości lub poza nią.

## Psychotechnika a socjotechnika
Zasadnicze różnice:
- Psychotechnika to taka nauka praktyczna, która przy uwzględnieniu uznawanych ocen i znajomości ogólnych prawidłowości psychicznych przez zalecenia odpowiednich środków dążyć będzie do uzyskania przewidzianych środków psychicznych u danej jednostki. Ma zastosowanie tam, gdzie chodzi o uzyskanie zmiany w opiniach, postawach lub zachowaniach jednostki. Zmierza do zmienienia człowieka pod jakimś szczególnym względem lub do narzucenia mu pewnej określonej identyfikacji czy też zmiany uprzednio posiadanej identyfikacji.

- Socjotechnika to taka nauka praktyczna, która przy uwzględnieniu uznawanych ocen oraz przy uwzględnieniu ogólnych prawidłowości społecznych dążyć będzie przy stosowaniu zalecanych środków do wywołania określonych skutków społecznych. Ma zastosowanie wtedy, gdy zmiana będzie dotyczyć opinii postaw i zachowań jednostki abstrakcyjnej, modelowej. Zdąża do ukształtowania łatwo społecznie rozprowadzalnego całościowego wzoru osobowego lub pewnego stereotypu zachowania częściowego.

W oddziaływaniu psychotechnicznym chodzi o dokonanie zmian w danej jednostce i tylko w tej jednostce.
Psychotechnika może być niekiedy używana do celów społecznych, a socjotechnika może być używana do celów psychotechnicznych.

## Stosowane techniki
- pozorny wybór – adept socjotechniki przedstawia podmiotom manipulacji kilka punktów widzenia, ale zdanie zgodne z jego poglądami w zawoalowany sposób ukazuje w bardziej pozytywnych barwach;
- ośmieszanie – manipulator stara się ośmieszyć nieodpowiadające mu idee;
- autorytatywne świadectwo – socjotechnik powołuje się na powszechnie akceptowany autorytet;
- transfer (przeniesienie) – osoba manipulująca społecznością stara się skojarzyć swoje przesłanie z pozytywnym pojęciem ugruntowanym wśród jego odbiorców, często poprzez tworzenie zbitek słownych;
- niezależne zdanie – adept inżynierii społecznej tak kształtuje przekaz, aby stworzyć wrażenie, że nie zależy mu na przekonaniu odbiorców do swojego zdania;
- selekcja faktów – manipulator wybiera fakty tylko dla niego wygodne i pozwala odbiorcom na dostęp tylko do jego przekazów;
- zamiana nazw (nowomowa) – socjotechnik tworzy nowe pojęcie, któremu nadaje silne tło emocjonalne, a potem wykorzystuje je masowo w konstruowaniu komunikatów przekazywanych manipulowanym osobom;
- wskazywanie negatywnych grup odniesienia (wskazywanie wroga) – manipulator wskazuje wroga, który ma zagrażać grupie odbiorców jego przekazu, co pozwala na jej konsolidację wokół promowanych przez niego idei;
- zdanie większości – adept inżynierii społecznej twierdzi, że jego zdanie podziela większość i twierdzi, że wszyscy swoi tak mówią;
- kłamstwo – socjotechnik kłamie, ale stara się uprawdopodobnić swoje twierdzenia i ogranicza dostęp odbiorcy do innych źródeł informacji, łączy kłamstwa z faktami;
- tworzenie stereotypów – osoba manipulująca grupą tworzy stereotyp, a potem stale go używa, aby wzmocnić jego siłę;
- powtarzanie sloganów – specjalista od socjotechniki wymyśla slogan, który stara się potem jak najbardziej rozpowszechnić;
- kształtowanie tła emocjonalnego – osoba stosująca inżynierię społeczną stara się swój przekaz skojarzyć z elementami budzącymi pozytywne uczucia, poprzez tworzenie miłej atmosfery, czy pozytywnego tła.

## Socjotechnika w totalitaryzmie

### Cechy ogólne
Państwa totalitarne dzięki połączeniu kontroli nad życiem społecznym z propagandą mogą stosować socjotechnikę w sposób pozornie niedostępny w społeczeństwach demokratycznych, lecz o podobnym polu działania. Władza totalna może kształtować myśli swoich obywateli.
Władza totalitarna może kształtować umysły obywateli zamieniając ich w bezmyślnych wykonawców jej woli. W takim społeczeństwie odpowiedniej selekcji faktów dokonuje powołana do tego celu cenzura, która służy ograniczeniu aspiracji obywateli. Równanie w dół jest korzystne dla totalitarnego społeczeństwa. Kontrola nad mediami (prasa, radio, kino i telewizja) pozwala na stosowanie najbardziej brutalnych technik manipulacji. Inżynieria społeczna daje władzy narzędzia potrzebne do preparowania uprawdopodobnionych kłamstw i wmawianie społeczeństwu domniemanych osiągnięć rządzącej partii. Sztaby speców od propagandy pracują nad sloganami mającymi utrwalić przywiązanie społeczeństwa do przywódcy. Oparte na socjotechnice organizowanie masowych imprez (wieców, pochodów) pozwala totalitarnym rządom na przekonanie obywateli, że wszyscy podzielają oficjalną ideologię.
Inżyniera społeczna w wydaniu państwowym często odwołuje się do skrajnych uczuć. W tym celu tworzone są negatywne i pozytywne stereotypy. Przedstawiciele władzy pokazywani są w budującym tle emocjonalnym, jako herosi walczący o dobro całego społeczeństwa. W stosunku do nich budowane są uczucia przywiązania i wdzięczności. Powstaje kult przywódcy wzmacniany pozytywnymi obrazami i powtarzanymi stale sloganami.
Aby pokazać siebie w lepszym świetle władza totalitarna musi wskazać negatywne grupy odniesienia. Ich stereotyp budowany jest często poprzez tworzenie nowomowy. Przywódca reżimu doszukuje się w społeczeństwie grupy ludzi, którzy mają być wrogami. Są oni ośmieszani i uznawani za gorszych przez powszechnie uznane autorytety. Potem wrogowie niszczeni są fizycznie przez aparat represji.

### Historyczne przykłady
Zarówno faszyści, naziści, jak i komuniści wykorzystywali socjotechnikę do promowania swojej ideologii. Po zdobyciu władzy poziom manipulacji społeczeństwami jeszcze się podnosił.
Hitler dzięki umiejętnemu stosowaniu socjotechniki potrafił wykorzystać słabość niemieckiego systemu demokratycznego. Ukazywał się wyborcom jako geniusz, który wyprowadzi ich naród z kryzysu spowodowanego Wielkim Krachem. Socjotechnika umożliwiła mu zdobycie władzy w demokratycznych wyborach. Budowanie kultu wodza było tu najważniejsze. Hitlera ukazywano zawsze wśród tłumów zwolenników pozdrawiających go charakterystycznym gestem podniesionej prawej ręki i słowami „Heil Hitler”. Niemcy byli zafascynowani tym obrazem jedności wzmacnianym przez slogan: Ein Volk, ein Reich, ein Führer.
Podobne techniki były stosowane przez włoskich faszystów.
Po zdobyciu władzy hitlerowcy przejęli kontrolę nad mediami. Stworzyli ministerstwo propagandy, na czele którego stanął Joseph Goebbels. Socjotechnika w wykonaniu tego polityka stała się niemal sztuką. Aby stworzyć pozytywny stereotyp Niemcy zostali otoczeni obrazami wysportowanych przedstawicieli aryjskiej rasy panów.
Dla utrzymania totalitarnej władzy konieczne stało się wskazanie negatywnej grupy odniesienia. Hitler namalował przed swoimi rodakami obraz podstępnego Żyda, który wbił im nóż w plecy podczas I wojny światowej. Filmowcy kształtowali negatywne tło emocjonalne tworząc filmy ukazujące Izraelitów jako przestępców i degeneratów spiskujących potajemnie przeciwko czystej rasowo części społeczeństwa. Propaganda porównywała ich do zarazy, którą trzeba wytępić, aby oczyścić naród niemiecki. Tylko dzięki zbudowaniu odpowiedniego stereotypu możliwe stało się zorganizowanie holokaustu. Poddani inżynierii społecznej SS-mani pracujący w komorach gazowych nie mieli żadnych wątpliwości, że działają dla dobra niemieckiego narodu.
Socjotechnika nie mniej ważna była w komunistycznych państwach totalitarnych. Przywódcy dzięki upaństwowieniu całej gospodarki mieli absolutną kontrolę nad społeczeństwem. Stosując socjotechniczne chwyty przywódcy partii mogli przekonać obywateli, że zagrożeniem są wrogowie wewnętrzni. W bolszewickiej Rosji negatywną grupą odniesienia byli burżuje rozpoznawani po dłoniach niezniszczonych ciężką pracą. Kiedy nadeszły czasy Stalina podstawowym trikiem socjotechnicznym stało się budowanie jego wizerunku. Wodza narodu pokazywano wyłącznie w pozytywnym tle emocjonalnym. Był to kult jednostki. Propaganda tworzyła negatywny stereotyp kułaka, który nie chce oddać swojej ziemi państwu, czy wroga ludu knującego z amerykańskimi imperialistami. W Polsce komuniści też odwoływali się do podobnych metod. Urządzając masowe święta budowano pozytywny stereotyp ciężko pracującego górnika czy innych przedstawicieli ludu pracującego miast i wsi. Organizacja 1-majowych pochodów miała przekonać naród, że wszyscy popierają partię komunistyczną.